# Jürgen Schmidt-André

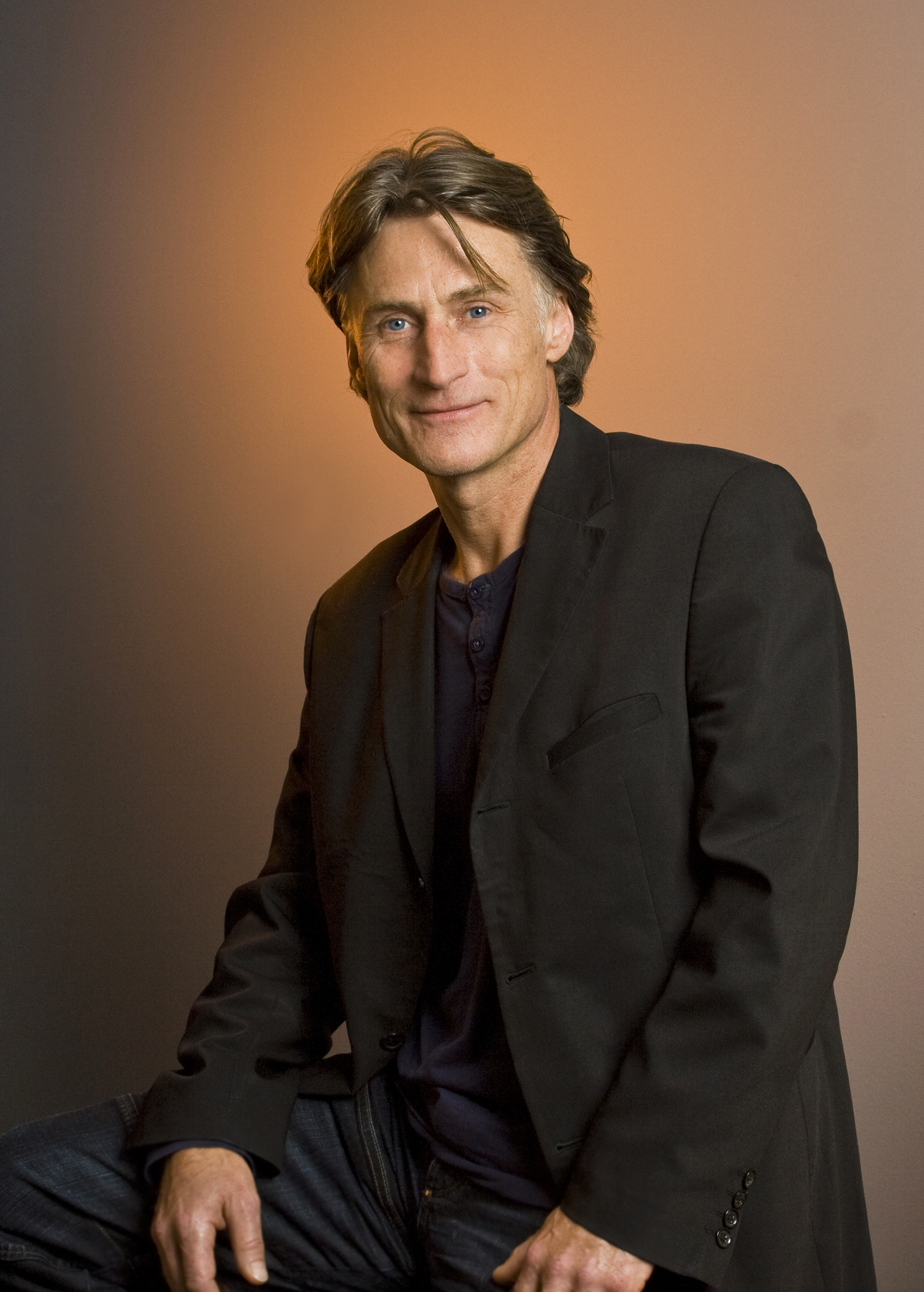
Jürgen Schmidt-André

Jürgen Schmidt-André (* 16. Januar 1960 in Berlin) ist ein deutscher Designer, dessen künstlerische Arbeit die Gestaltung von TV-Sets, Theaterbühnenbildern sowie Messeständen umfasst.

## Leben
Jürgen Schmidt-André wuchs im Ostteil von Berlin auf. Dort absolvierte er zunächst eine Ausbildung zum Dekorateur und Werbemittelhersteller. Nach seiner Tätigkeit als Bühnenbild-Assistent bei Regisseur Wolfgang Langhoff 1979–1983 promovierte er 1987 als Grafik- und TV-Designer in Berlin. Es folgten Arbeiten als Bühnenbildner beim Deutschen Fernsehen der DDR sowie Anstellungen als freischaffender Bühnenbildner, Designer und Grafiker. Seit 1995 betreibt Schmidt-André sein Atelier Jürgen Schmidt-André in der Media City Adlershof in Berlin.
Jürgen Schmidt-André zeichnet unter anderem verantwortlich für das erste deutsche Fernsehduell („Das TV-Duell“, 2002 Gerhard Schröder vs. Edmund Stoiber, und folgende), den Echo (Musikpreis) 2007, verschiedene RTL Studio-Designs seit 1998 und das erste deutsche virtuelle TV-Studio („RTL aktuell“, im Jahr 2000). 2005 wurde seine Neugestaltung des RTL-News-Studios mit dem Eyes & Ears Award prämiert. Entwürfe für RTL bei der Telemesse und für Messeauftritte von Samsung bei der Internationalen Funkausstellung in Berlin, den World Cyber Games und der CeBIT seit 2003 sind entstanden im Bereich des Messestanddesigns.

### TV-Produktionen
| Jahr | Produktion                               | Sender |
| ---- | ---------------------------------------- | ------ |
| 1994 | Zwei Alte Hasen                          | ZDF    |
| 1998 | Bravo Super Show                         | RTL    |
| 2000 | Menschen Bilder Emotionen                | RTL    |
| 2000 | Stern TV                                 | RTL    |
| 2002 | Das Kanzler Duell G.Schröder / E.Stoiber | RTL    |
| 2004 | Star Search                              | Sat1   |
| 2007 | Echo Musikpreis 2007                     | RTL    |
| 2008 | Galileo                                  | Pro7   |
| 2008 | 5 gegen Jauch                            | RTL    |
| 2009 | Die Mario Bart Show                      | RTL    |
| 2009 | 25 Jahre RTL                             | RTL    |
| 2009 | Steffens Welt                            | ZDF    |
| 2010 | Das Generations Duell                    | RTL    |
| 2010 | Ich liebe Deutschland                    | Pro7   |
| 2011 | Spiegel TV                               | RTL    |
| 2011 | Die ultimative Chart-Show                | RTL    |
| 2011 | Bayerische Fernsehpreis 2011             | RTL    |
| 2012 | Christoph Sonntag                        | SWR    |
| 2012 | Eine himmlische Million                  | MDR    |

### Event- und Messedesign
| Jahr | Event               | Aussteller           |
| ---- | ------------------- | -------------------- |
| 1999 | Telemesse           | RTL                  |
| 2004 | Cebit               | Samsung              |
| 2004 | Cyber Games         | Samsung              |
| 2007 | IFA                 | Samsung              |
| 2007 | Cebit               | Samsung              |
| 2007 | The Best of Musical | Musical Gala         |
| 2008 | Ces Las Vegas       | Heier                |
| 2001 | Berlin erleuchtet   | Friedrichstadtpalast |
| 2012 | IFA                 | HTC                  |
| 2012 | Photokina           | HTC                  |

## Auszeichnungen
Jürgen Schmidt-André wurde für seine Arbeiten mit dem „Fernsehpreis in Gold des Fernsehens der DDR“, dem „iF communication design award“ und mehrfach mit dem „ADAM Messeaward“ und dem „Eyes & Ears Award“ ausgezeichnet. Seine Arbeiten brachten ihm Nominierungen zum „Deutschen Fernsehpreis“ und zum „Designpreis der Bundesrepublik Deutschland“.